# Поплар (станция)
Поплар — станция Доклендского лёгкого метро. Через станцию проходят три из четырех действующих маршрутов лёгкого метро (Стрэтфорд — Кэнэри Уорф, Бэнк — Вулвич Арсенал и Тауэр Гейтвей — Бектон), из-за чего станция является одной из самых загруженных. Центральное депо лёгкого метро — Поплар — расположено рядом со станцией и доступно благодаря паре путей сразу к востоку от станции. Здесь расположены самые крутые повороты среди всех линий DLR.

## История
Задолго до открытия Доклендского лёгкого метро в 1987 году существовало 3 станции с именем Поплар. Однако ни одна из них не была расположена на месте современной станции.
- Железнодорожная станция Поплар относилась к железной дороге Лондона и Блэкуолла с 8 июля 1840 года по 4 мая 1926 года. Она была расположена возле современной станции Блекуолл.
- Железнодорожная станция Поплар (Ист Индиа Док Роуд) на железной дороге Северного Лондона. Станция использовалась с 1866 года по 1944 год. На этом месте теперь находится станция Ол Сэйнтс.
- Третья станция с именем Поплар была построена в 1851 году, однако никогда не была открыта. Она была расположена к югу от современной станции Ол Сэйнтс и немного восточнее современного

Станция Поплар на линии DLR была открыта 21 августа 1987 года, изначально имея лишь две платформы и обслуживалась только поездами Стрэтфорд — Айленд Гарденс. По мере развития DLR на восток станция была сильно переделана, были построены две дополнительные платформы и увеличена длина станции для приема двух-вагонных поездов. 28 марта 1994 года станция Поплар стала конечной с запада для нового отделения до Бектона. 31 июля 1995 года дорога была продлена на запад, соединив Поплар с Вестферри благодаря крупному узлу и дав возможность поездам из Бектона идти до Тауэр Гейтвей. Маршрут от Бэнка до Кинг Джордж V (позднее продленный до Вулвич Арсенала был открыт 2 декабря 2005 года.

## Галерея

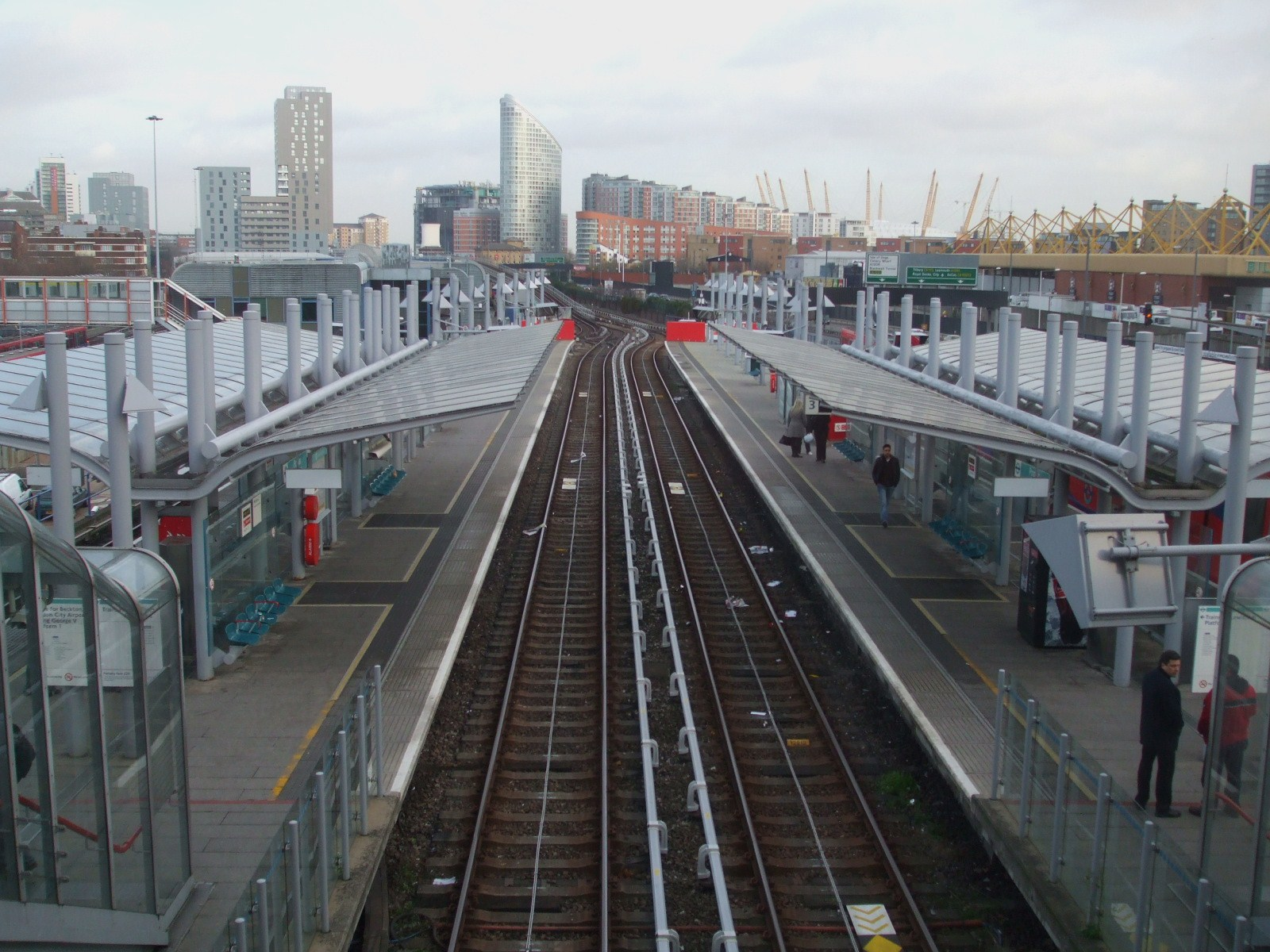
Обзор станции
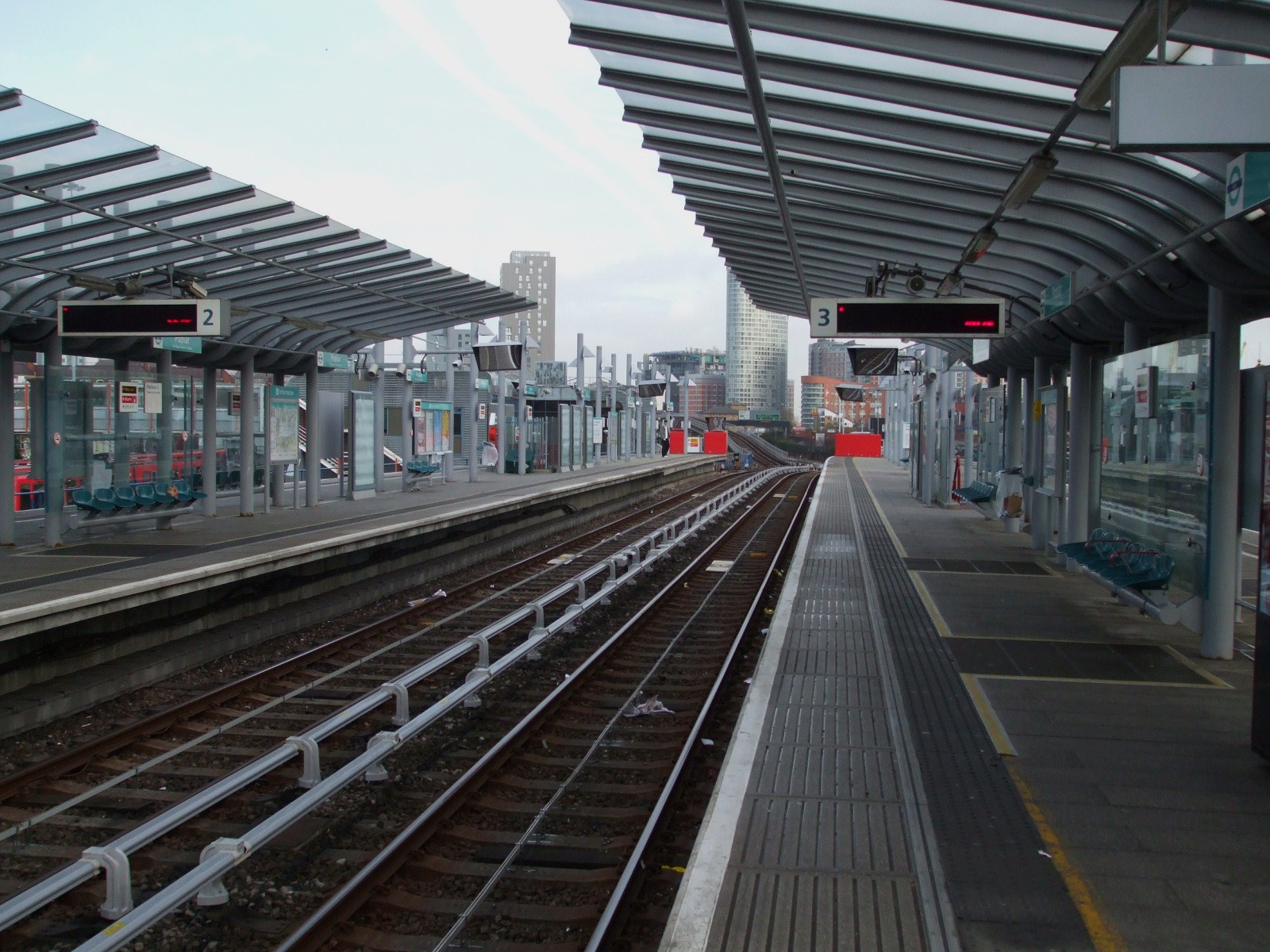
Вид на восток (3 платформа)
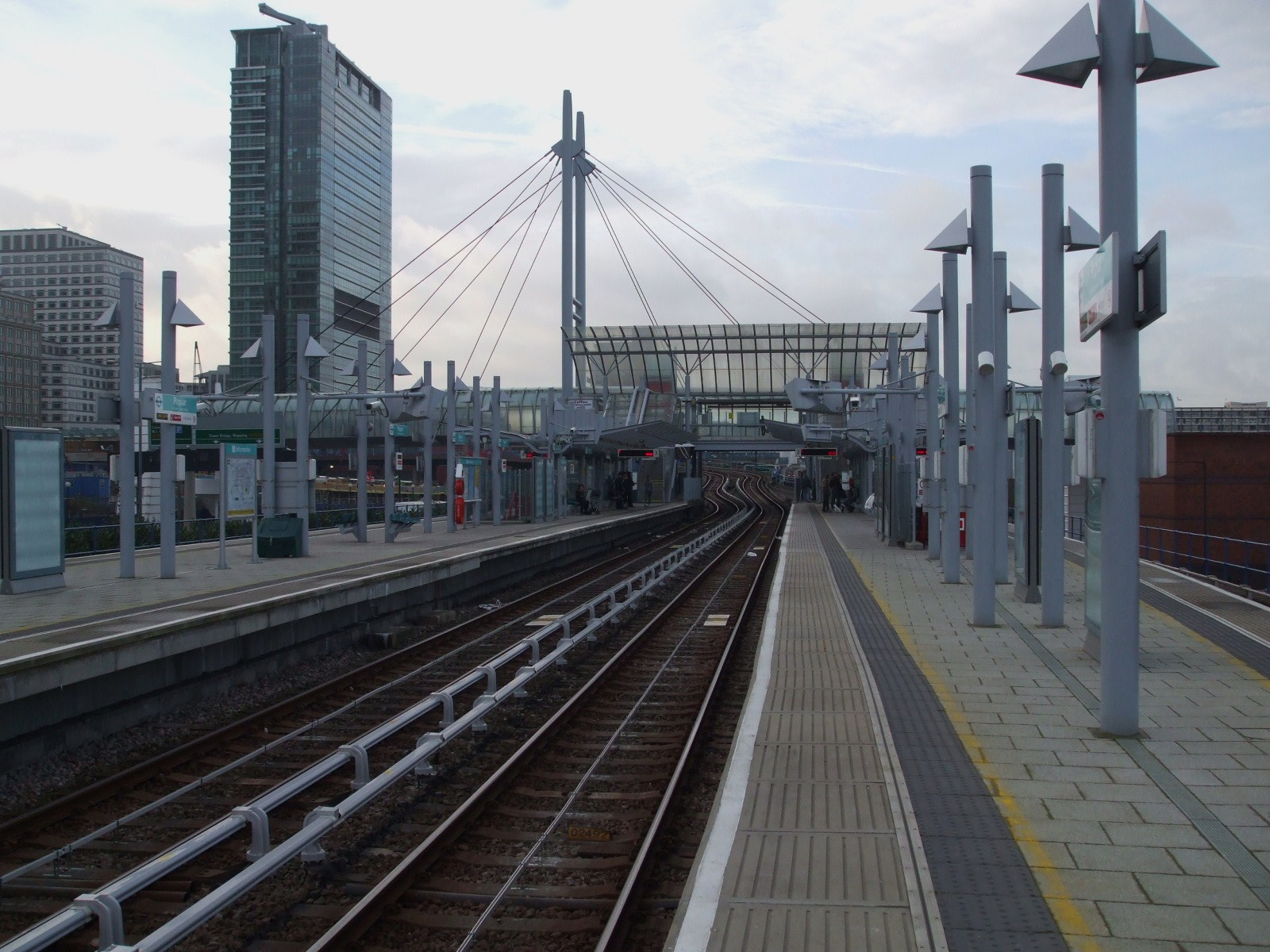
Вид на запад (2 платформа)
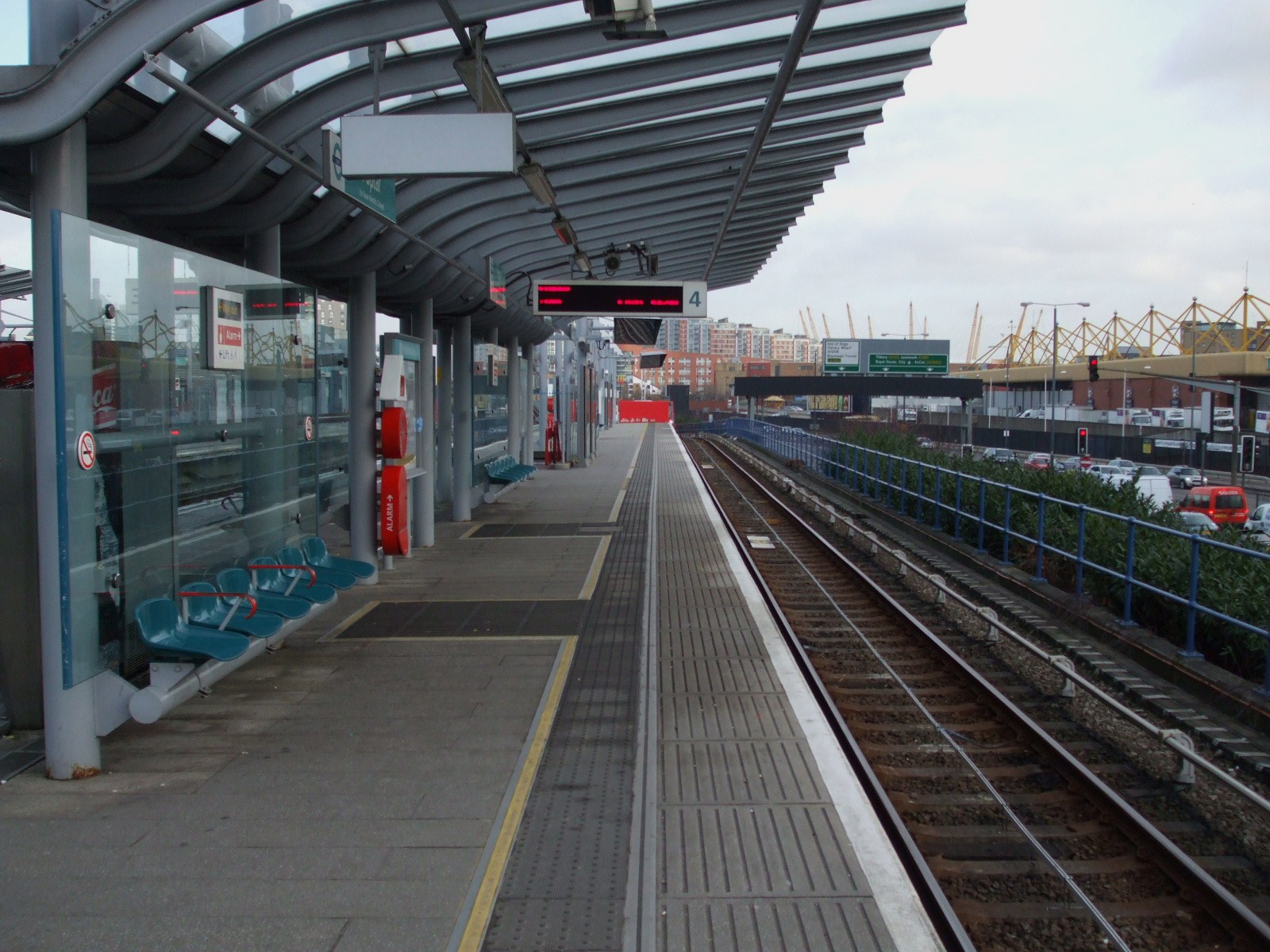
Платформа 4
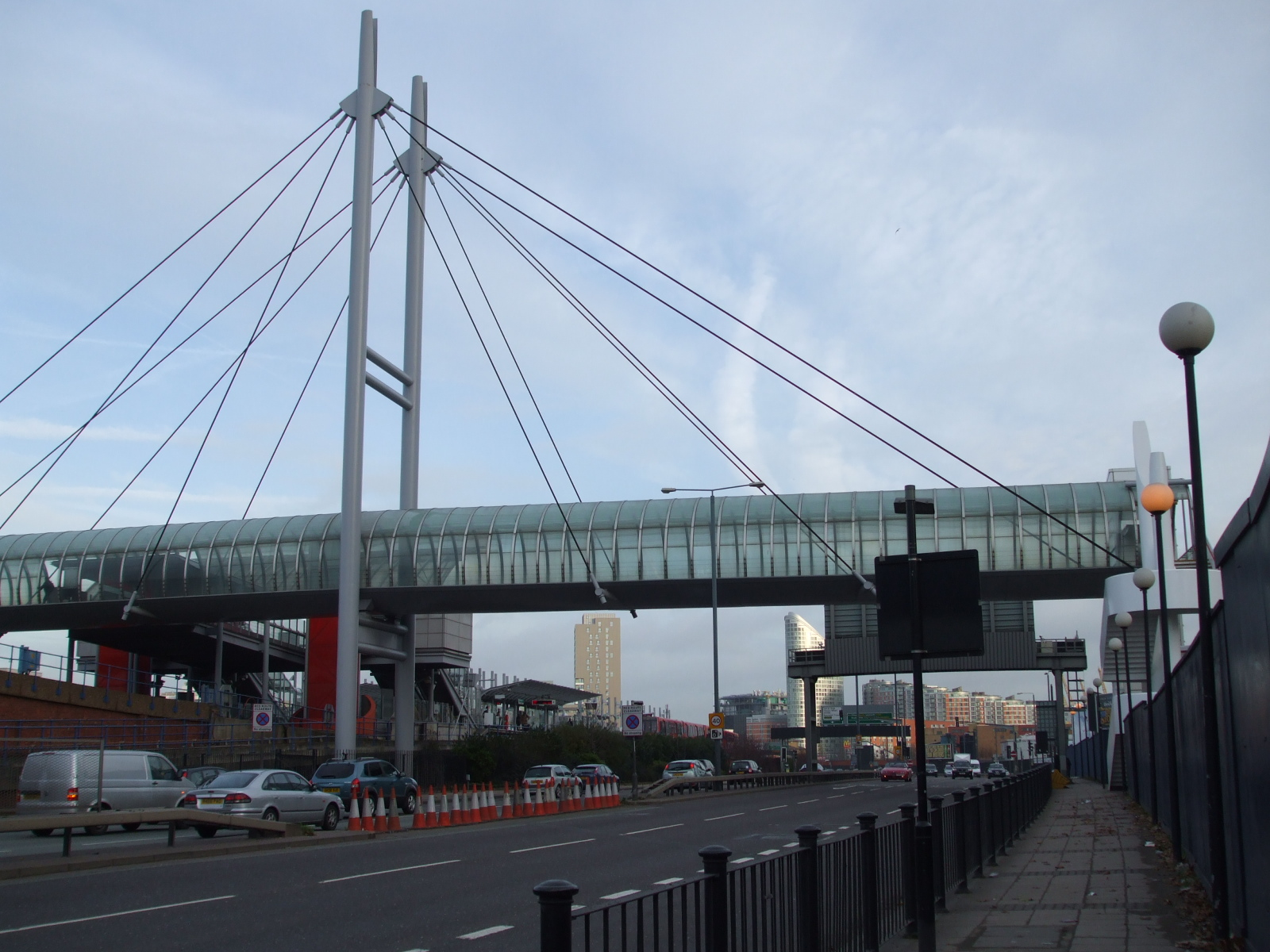
Пешеходный мост на станции
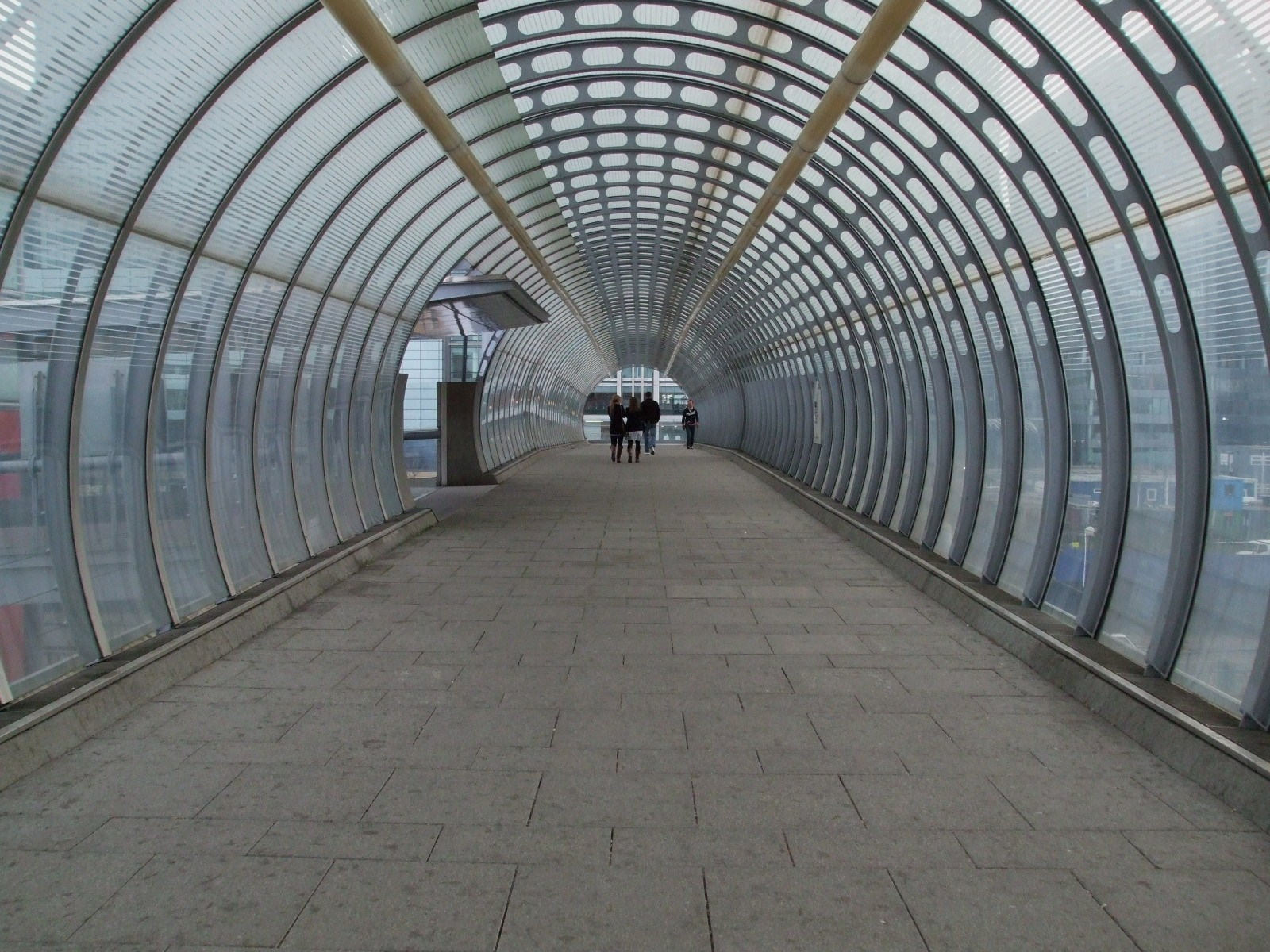
Пешеходный мост на станции
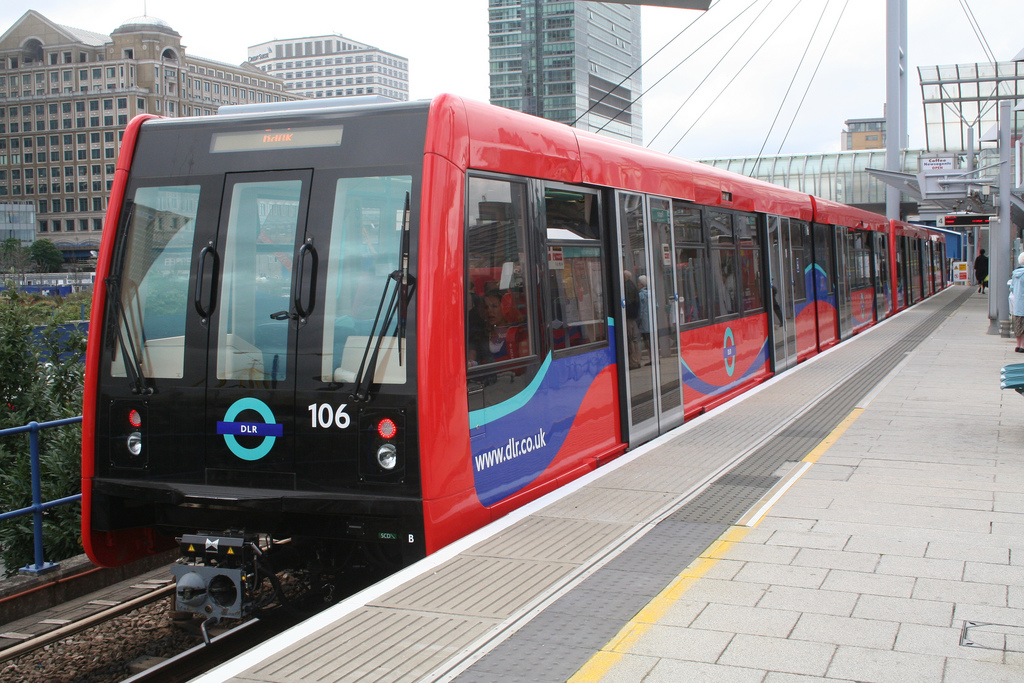
Один из новых поездов на станции Поплар
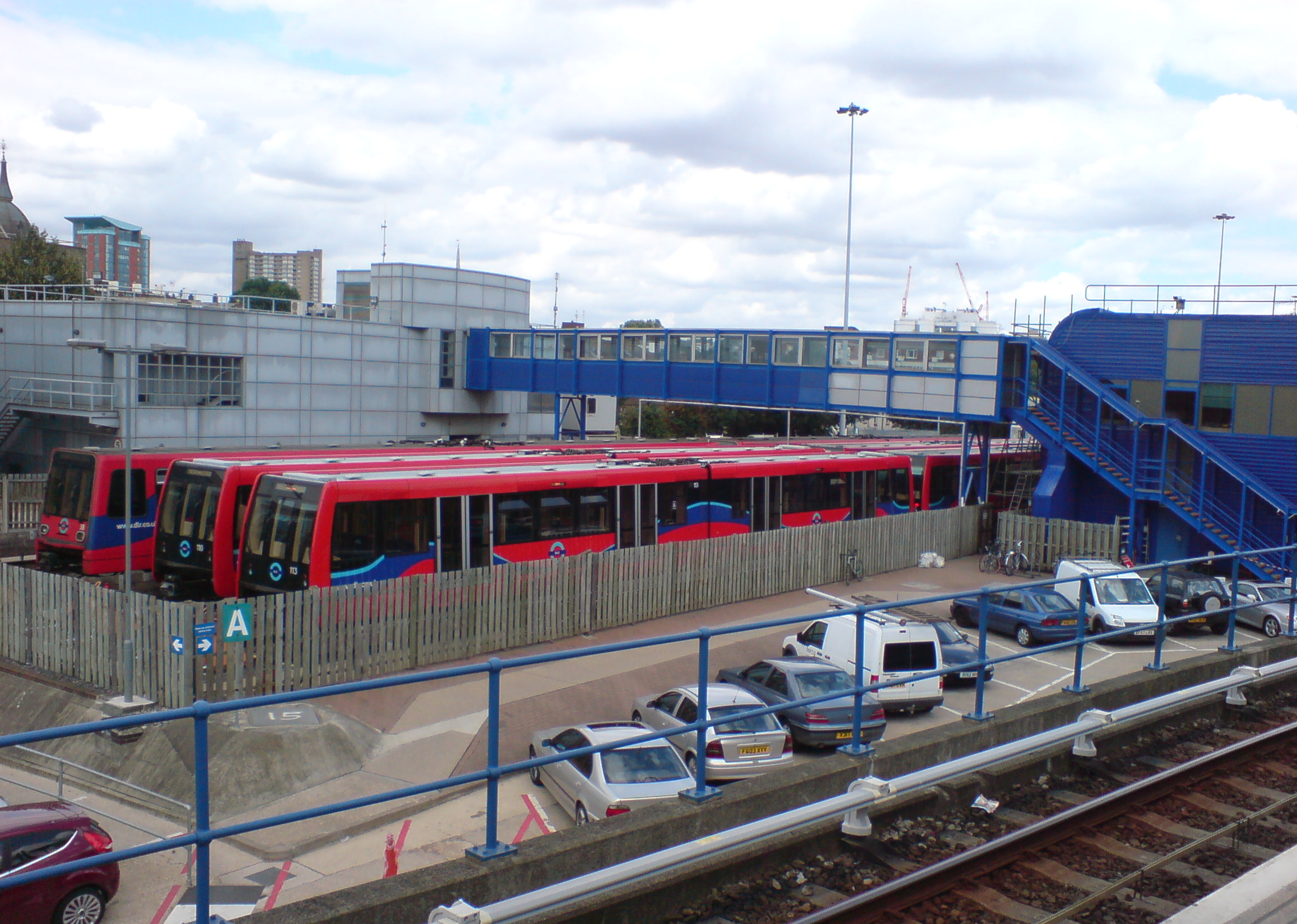
Два более новых состава B2007 на первом плане и более старый B92 на заднем плане в депо Поплар, вид со станции.